# 스즈키 오사무 (각본가)

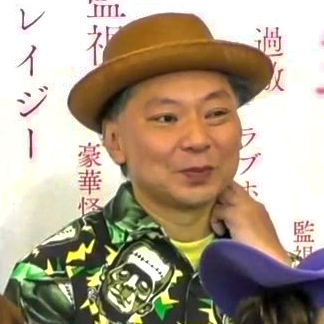

스즈키 오사무(鈴木あむ, 鈴木収, 1972년 4월 25일~, 치쿠라(현 미나미보소), 지바현 아와군)는 일본의 텔레비전 작가, 시나리오 작가, 작사가, 라디오 진행자, 타렌토이다. 2014년부터 그는 어린이를 위한 스모 토너먼트인 하쿠호 컵 조직에도 참여했다.
스즈키의 필명은 스즈키 스마수마(すますま・すずき)이다.

## 출연

### 후지테레비
- SMAP×SMAP (스페셜 에디션)
- 메챠메챠이케테루

### TV 드라마
- 빵빵녀와 절벽녀

### TV 애니메이션
- 밀림의 왕자 레오

### 영화
- 러브★콤플렉스
- 빨간 모자의 진실
- 신주쿠 스완

### 애니메이셔 ㄴ영화
- 원피스 극장판 Z

### 기타
- Cherry Girl

## 뮤직 비디오
- SunSet Swish 아스나로